# Казанцево (Курьинский район)
Каза́нцево — село, административный центр Казанцевского сельсовета Курьинского района Алтайского края Российской Федерации.

## Население
| 1997 | 1998 | 1999 | 2000 | 2001 | 2002 |
| ---- | ---- | ---- | ---- | ---- | ---- |
| 310  | ↗351 | ↘315 | ↗340 | ↗371 | ↗411 |
| 2003 | 2004 | 2005 | 2006 | 2007 | 2008 |
| ↘357 | ↗358 | ↘348 | ↘335 | ↘297 | ↘274 |
| 2009 | 2010 | 2011 | 2012 | 2013 |      |
| ↘265 | ↗283 | ↘281 | ↘254 | ↘250 |      |

## История
Документов о точной дате основания села Казанцево в Курьинском районе нет. Его первый поселенец — Дмитрий Казанцев, чьей фамилией и было названо село. Он первый построил дом в этой местности, раскорчевал лес и поселился здесь с семьёй. Предположительно, село Казанцево было основано переселенцами из Белоруссии в XIX веке: «Это Родина моих предков. И, со слов моей мамы, они (предки) являются основателями этого села. В середине XIX века они пришли из Белоруссии в поисках свободных земель. Были очень зажиточными крестьянами. В 30-х годах семью раскулачили и разбросали по всей Сибири. Было бы тоже очень интересно узнать побольше о своих корнях. Мои раскулаченные предки: Казанцев Никита Никифорович, Казанцева Фёкла Афанасьевна, их дети Илья и Валентина».

## Расположение, инфраструктура
Село расположено на берегах реки Белая, рядом с селом протекает река Локтевка. Расстояние до районного центра Курья: 26 км. Расстояние до областного центра Барнаул 242 км. Расстояние до аэропорта в Барнауле 235 км.
улицы
В селе 6 улиц.
образовательные учреждения
Общеобразовательная школа МКОУ «Казанцевская», на базе которой создано краеведческое объединение «Юные искатели» под руководством учителя истории и обществознания С. Н. Егиоя.
связь
Есть цифровое телевидение, подключена услуга «Сельский Wi-Fi».
экономика
В селе работают фермерские хозяйства и животноводческие фермы, на которых содержатся коровы абердин-ангуской породы, завезённые из Финляндии.

## Достопримечательности

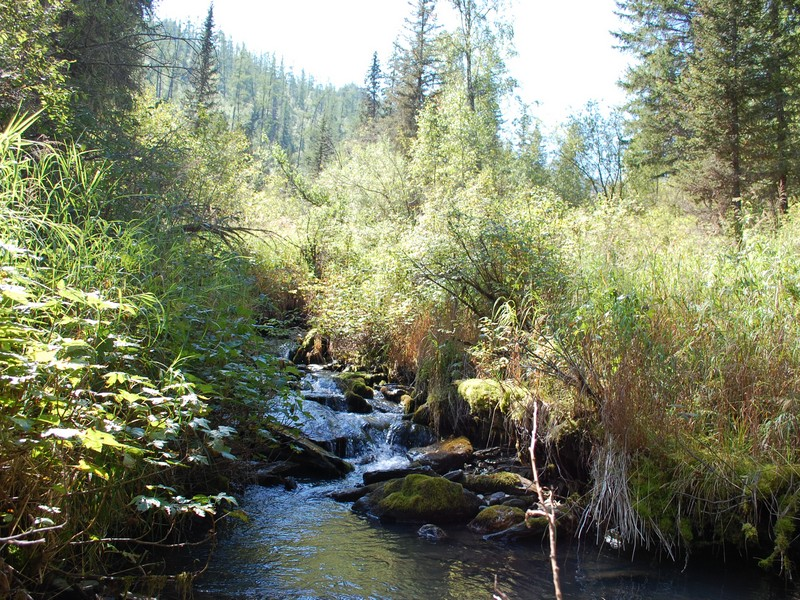
Родник на Алтае

Окрестности села Казанцево перспективны в плане туризма. В Курьинском районе обнаружено и описано около пятидесяти родников ― в Рудовозовской родниковой зоне (по названию посёлка Рудовозово) и местности возле села Казанцево.
Некоторые родники в виде ключей бьют из земли, другие похожи на фонтаны. Почти всем родникам присвоено имя, и каждый из них имеет «лицо»: Семейный, Воскресенский, Краснолуцкий, Белокаменный, Вострушинский, Холодный и другие.
В двух километрах от с. Казанцево есть большой глинистый яр, из которого вытекает Краснолуцкий ключ, образующий недалеко от левого берега реки Локтевки маленькое озеро. В нём очень чистая родниковая вода, сохраняющая свои свойства благодаря глинистому дну. Метрах в двадцати от родника выходят на поверхность почвы залежи лечебной синей глины.
Река Локтевка, протекающая на окраине села Казанцево не замерзает зимой, поэтому на ней много зимующих птиц ― гусей и уток.
В восьми километрах к востоку от Казанцево находится Воскресенская сопка ― один их первых рудников Колыванского завода на Воскресенской горе. В 800 метрах к югу от бывшего рудника проходит автотрасса — шоссе регионального значения Курья-Колывань (рис. 2). Близость к автотрассе, ведущей в Колывань, может сделать сопку интересным туристско-экскурсионным объектом.